# Episodi di Per favore non mangiate le margherite (prima stagione)
La prima stagione della serie televisiva Per favore non mangiate le margherite (Please Don't Eat the Daisies)) è andata in onda negli Stati Uniti dal 14 settembre 1965 al 19 aprile 1966 sulla NBC.
| nº | Titolo originale                           | Prima TV USA      | Titolo italiano | Prima TV Italia |
| -- | ------------------------------------------ | ----------------- | --------------- | --------------- |
| 1  | My Eldest Child                            | 14 settembre 1965 |                 |                 |
| 2  | How About Two Gorillas?                    | 21 settembre 1965 |                 |                 |
| 3  | Who's Kicking That Gong Around?            | 28 settembre 1965 |                 |                 |
| 4  | Dinner on the Rocks                        | 5 ottobre 1965    |                 |                 |
| 5  | We're Bigger Than They Are, But....        | 12 ottobre 1965   |                 |                 |
| 6  | Look Who's Talking                         | 19 ottobre 1965   |                 |                 |
| 7  | The Big Train                              | 26 ottobre 1965   |                 |                 |
| 8  | Two Seats on the Moon-Shot                 | 2 novembre 1965   |                 |                 |
| 9  | Shape Up or Ship Out                       | 9 novembre 1965   |                 |                 |
| 10 | Somewhere George Is Calling                | 16 novembre 1965  |                 |                 |
| 11 | Don't Fool Around with the Man Upstairs    | 23 novembre 1965  |                 |                 |
| 12 | Of Hitches and Stitches and Big Round Dogs | 30 novembre 1965  |                 |                 |
| 13 | Very, Very Huckleberry                     | 7 dicembre 1965   |                 |                 |
| 14 | It's Lad by a Nose                         | 14 dicembre 1965  |                 |                 |
| 15 | The Big Brass Blonde                       | 21 dicembre 1965  |                 |                 |
| 16 | Swing That Indian Club                     | 28 dicembre 1965  |                 |                 |
| 17 | The Pied Piper of Ridgemont                | 4 gennaio 1966    |                 |                 |
| 18 | Say UNCLE                                  | 11 gennaio 1966   |                 |                 |
| 19 | Nobody's Perfect                           | 18 gennaio 1966   |                 |                 |
| 20 | My Good Friend, Whatsisname                | 25 gennaio 1966   |                 |                 |
| 21 | The Monster in the Basement                | 1º febbraio 1966  |                 |                 |
| 22 | Wring Out the Welcome Mat                  | 15 febbraio 1966  |                 |                 |
| 23 | Move Over, Mozart                          | 22 febbraio 1966  |                 |                 |
| 24 | Who's Walking Under the Bed?               | 8 marzo 1966      |                 |                 |
| 25 | How Now, Hausfrau?                         | 15 marzo 1966     |                 |                 |
| 26 | Big Man on Campus                          | 22 marzo 1966     |                 |                 |
| 27 | The Magnificent Muldoon                    | 29 marzo 1966     |                 |                 |
| 28 | The Leaning Tower of Ridgemont             | 5 aprile 1966     |                 |                 |
| 29 | Mine Is the Luck of the Irish              | 12 aprile 1966    |                 |                 |
| 30 | Night of Knights                           | 19 aprile 1966    |                 |                 |

## My Eldest Child
- Prima televisiva: 14 settembre 1965

### Trama
- Guest star: Ned Glass (Hastings)

## How About Two Gorillas?
- Prima televisiva: 21 settembre 1965

### Trama
- Guest star: Jeanne Arnold (Mrs. Podesta), Bill Zuckert (poliziotto), Vince Howard (poliziotto)

## Who's Kicking That Gong Around?
- Prima televisiva: 28 settembre 1965

### Trama
- Guest star: Charles Lampkin (Briggs), Robert Ball (Huggins), Dub Taylor (Ed Hewley), Robert Nichols (Irv Watts)

## Dinner on the Rocks
- Prima televisiva: 5 ottobre 1965

### Trama
- Guest star:

## We're Bigger Than They Are, But....
- Prima televisiva: 12 ottobre 1965

### Trama
- Guest star: Jeanne Arnold (Mrs. Podesta), Regina Groves (Miss Meredith), Alan Hewitt (Backett)

## Look Who's Talking
- Prima televisiva: 19 ottobre 1965

### Trama
- Guest star: Connie Sawyer (Mabel), Nina Roman (Mrs. Miles), Shirley Mitchell (Marge Thornton), Harry Hickox (Herb Thornton), Maureen Dawson (Alice Miller), Clint Howard (David), Roy Stuart (Rob Miller)

## The Big Train
- Prima televisiva: 26 ottobre 1965

### Trama
- Guest star: Dub Taylor (Ed Hewley)

## Two Seats on the Moon-Shot
- Prima televisiva: 2 novembre 1965

### Trama
- Guest star: Gene Blakely (Cooper), Fritz Feld (cameriere), Steve Franken (Crawford)

## Shape Up or Ship Out
- Prima televisiva: 9 novembre 1965

### Trama
- Guest star: Ned Glass (Hastings)

## Somewhere George Is Calling
- Prima televisiva: 16 novembre 1965

### Trama
- Guest star: Reginald Denny (George), Nydia Westman (Emma)

## Don't Fool Around with the Man Upstairs
- Prima televisiva: 23 novembre 1965

### Trama
- Guest star:

## Of Hitches and Stitches and Big Round Dogs
- Prima televisiva: 30 novembre 1965

### Trama
- Guest star: Shirley Mitchell (Marge Thornton), Dub Taylor (Ed Hewley), Bill Zuckert (Rev. Mr. Dickinson)

## Very, Very Huckleberry
- Prima televisiva: 7 dicembre 1965

### Trama
- Guest star: Mary Jackson (Mrs. MacIntyre), Ned Glass (Hastings), Bonnie Franklin (Dorie), Bill Girard (Andy), Oliver McGowan (comandante MacIntyre)

## It's Lad by a Nose
- Prima televisiva: 14 dicembre 1965

### Trama
- Guest star: Janet Waldo (Miss Reece), Pat McCaffrie (dottor Krebbler), Hollis Irving (Mrs. Stanley), Debi Storm (Mary Margaret)

## The Big Brass Blonde
- Prima televisiva: 21 dicembre 1965

### Trama
- Guest star: Gilbert Green (Stan Seymour), Audrey Meadows (Kitty)

## Swing That Indian Club
- Prima televisiva: 28 dicembre 1965

### Trama
- Guest star: Mark Sherwood (Pooley), Clint Howard (David), Steven Cagan (Max), Michael Flatley (Butcher), Rory Stevens (ragazzo)

## The Pied Piper of Ridgemont
- Prima televisiva: 4 gennaio 1966

### Trama
- Guest star: J. Pat O'Malley (Michael Sullivan), Arthur Malet (Express Man), Glenn Eckenroth (messaggero), Reta Shaw (Mrs. Newhall)

## Say UNCLE
- Prima televisiva: 11 gennaio 1966

### Trama
- Guest star: Dan Seymour (fattorino), David McCallum (Illya Kuryakin), Charles Lane (Dynamite Man), Theodore Marcuse (Tailor), Robert Vaughn (Napoleon Solo)

## Nobody's Perfect
- Prima televisiva: 18 gennaio 1966

### Trama
- Guest star: Jonathan Hole (Impiegato di corte), Robert Brubaker (detective), Stanley Adams (agente di polizia in ufficio), Paul Newlan (giudice)

## My Good Friend, Whatsisname
- Prima televisiva: 25 gennaio 1966

### Trama
- Guest star: Edward Asner (Alvin Pratt), Melinda Plowman (Terry)

## The Monster in the Basement
- Prima televisiva: 1º febbraio 1966

### Trama
- Guest star: Leon Ames (Morton Gregory), Dub Taylor (Ed Hewley)

## Wring Out the Welcome Mat
- Prima televisiva: 15 febbraio 1966

### Trama
- Guest star: Gene Blakely (Robert Wolfe), Pat Carroll (Carol Baker), Robert Gibbons (Phillips)

## Move Over, Mozart
- Prima televisiva: 22 febbraio 1966

### Trama
- Guest star: Jeff Alexander (conducente), Alice Ghostley (Miss Feather)

## Who's Walking Under the Bed?
- Prima televisiva: 8 marzo 1966

### Trama
- Guest star: Enid Markey (Mrs. McGuire), Melinda Plowman (Terry), Grandon Rhodes (Dean Vaughn)

## How Now, Hausfrau?
- Prima televisiva: 15 marzo 1966

### Trama
- Guest star: Robert Emhardt (Mal Huntley), Jesse White (Wally)

## Big Man on Campus
- Prima televisiva: 22 marzo 1966

### Trama
- Guest star: Laurie Sibbald (Cathy Lynn), Stacey Gregg (Jo Anne), Bonnie Franklin (Dorie), Ned Glass (Hastings), Harlan Warde (Peter Hyde)

## The Magnificent Muldoon
- Prima televisiva: 29 marzo 1966

### Trama
- Guest star: Burgess Meredith (Muldoon), Shirley O'Hara (Mrs. Vaughn), Frank Wilcox (Dean Vaughn)

## The Leaning Tower of Ridgemont
- Prima televisiva: 5 aprile 1966

### Trama
- Guest star: Judi Meredith (Grace Woddman), Howard McNear (Arnold), Peter Leeds (Mr. Simmons), Dub Taylor (Ed Hewley)

## Mine Is the Luck of the Irish
- Prima televisiva: 12 aprile 1966

### Trama
- Guest star: Robert Easton (Jud), Harvey Lembeck (Ben), J. Pat O'Malley (Michael J. Sullivan)

## Night of Knights
- Prima televisiva: 19 aprile 1966

### Trama
- Guest star: